# NGC 7664
NGC 7664 é uma galáxia espiral (Sc) localizada na direcção da constelação de Pegasus. Possui uma declinação de +25° 04' 49" e uma ascensão recta de 23 horas, 26 minutos e 39,7 segundos.
A galáxia NGC 7664 foi descoberta em 17 de Outubro de 1876 por Édouard Jean-Marie Stephan.